# Un invierno entre los hielos
Un invierno entre los hielos es una novela de juventud de Jules Verne, publicada en Musée des familles entre marzo y abril de
1855,
reimpreso por Ediciones Hetzel en 1874 en la recopilación Le Docteur Ox, con un texto diferente.

## Sinopsis
Una expedición de socorro se hace a la vela para intentar rescatar a unos hombres que
se perdieron en el mar en circunstancias heroicas. Equipados con abrigos de pieles y trineos tirados por perros, los personajes deberán, como indica el título de la
novela, pasar el invierno atrapados en los hielos de
Groenlandia

## Personajes
- Jean Cornbutte (padre de Louis Cornbutte, personaje principal)
- Louis Cornbutte (hijo de Jean Cornbutte, personaje principal)
- Gervique
- Gradlin
- Herming (Noruego)
- Jocki (Noruego)
- Marie (prometida de Louis Cornbutte, sobrina de Jean Cornbutte, personaje principal)
- Fidèle Misonne
- Pierre Nouquet
- Penellan
- Alain Turquiette
- Aupic
- André Vasling
- El cura

## Temas vernianos tratados
- La búsqueda del ser amado (en el caso del capitán Louis Cornbutte) (similar a Los hijos del capitán Grant).
- La lucha por la supervivencia en un medio extremo (véanse las novelas Las aventuras del capitán Hatteras y El país de las pieles).
- La traición (en la persona de André Vasling) (se acerca a los personajes de Martínez en Un drama en México y de Shandon en Las aventuras del capitán Hatteras).